# Joan XVII
Joan XVII, nascut Giovanni Sicco (Rapagnano, ... – Roma, 6 de novembre/7 de desembre de 1003 ), va ser el 140è papa de l'Església Catòlica des del 13 de juny de 1003 fins a la seva mort. Com passa amb els altres pontífexs que es van succeir sobre el tron de Pere després de la mort de Silvestre II, hi ha molt poca informació, de manera que moltes fonts han de ser considerades poc fiables.

## Biografia

### Orígens i trajectòria eclesiàstica
Originari de Rapagnano, prop de Fermo (o encara romà de la regió de Biberatica o originari de Màntua i va emigrar a Roma en la seva joventut, com afirmen alguns historiadors), el futur pontífex es deia Giovanni, era sobrenomenat Cicco, i era fill, segons un catàleg del segle xi, d'un tal Giovanni. Probablement de llinatge nobiliari (però per a d'altres d'origen humil i obscur), la figura de Joan XVII, per molt esvaïda, va ser recordada entre els membres de la família Secco, que eren membres del clergat: un bisbe, un diaca i un secundicerius (alt dignatari de la cancelleria del Laterà). Es commemora en un epitafi de 1040 que revela l'orgull que estaven del seu parentiu amb Joan XVII.
Pel que fa a la seva trajectòria eclesiàstica, al segle xviii Vincenzo Cardella va escriure que Sicco va ser nomenat cardenal per Gregori V (996-999), però la notícia no és confirmada per cap altra font contemporània.

### Pontificat
Va ser elegit pontífex el 16 de maig de 1003, quatre dies després de la mort del seu predecessor, per voluntat de la noble i poderosa família Crescenzi, en aquella època dirigida per Giovanni Crescenzi III († 1012), i va ser consagrat un mes després.
L'únic document oficial de Joan XVII que queda és una autorització concedida al missioner polonès Benet, deixeble de Bru de Querfurt, i els seus companys, per a dedicar-se a l'obra d'evangelització dels eslaus, però fins i tot en aquest cas l'atribució és dubtosa segons a Sennis, ja que l'atribució a Joan XVII és fruit d'una conjectura temporal.
Joan XVII va governar l'Església només durant 5 o 6 mesos, quan va morir el 6 de novembre o el 7 de desembre. Probablement va ser enterrat a la basílica de Sant Joan del Laterà

## Errors en la numeració
L'adopció del nom de Joan XVII porta a l'error de considerar que el seu antecessor fos Joan XVI, però encara que Joan Filigat va ser papa amb el nom de Joan XVI entre el 997 i el 998, el seu pontificat no es considera legítim i ha passat a la història com un antipapa.
Aquests errors cronològics no s'han corregit, i amb l'afegit de la manca d'un Joan XX, tot i haver arribat a un Joan XXIII, en realitat només han existit 21 papes amb el nom de Joan.